# Helastia ohauensis
Helastia ohauensis là một loài bướm đêm trong họ Geometridae.